# Thierry Laurent
Thierry Laurent (Villefranche-sur-Saône, 13 de setembre de 1966) va ser un ciclista francès, que fou professional entre 1989 i 1999. Durant aquests anys aconseguí diverses victòries d'etapa, totes en curses disputades a França.

## Palmarès
- 1989
  - 1r al Circuit de La Sarthe i vencedor d'una etapa
  - Vencedor d'una etapa del Gran Premi del Midi Libre
  - Vencedor d'una etapa del Tour de la CEE
- 1990
  - Vencedor d'una etapa del Tour d'Armòrica
- 1991
  - Vencedor d'una etapa de la Ruta del Sud
- 1992
  - Vencedor d'una etapa de la Étoile de Bessèges
  - Vencedor d'una etapa del Tour del Llemosí
- 1996
  - Vencedor d'una etapa del Tour de l'Ain
  - Vencedor d'una etapa dels Quatre dies de Dunkerque

### Resultats al Tour de França
- 1990. 107è de la classificació general
- 1991. 109è de la classificació general
- 1992. 72è de la classificació general
- 1995. Abandona.
- 1996. 104è de la classificació general

### Resultats a la Volta a Espanya
- 1989. 106è de la classificació general.